# Бориславський Олексій Євгенович
Бориславський Олексій Євгенович (17 листопада 1968) — радянський плавець.
Срібний медаліст Олімпійських Ігор 1988 року в естафеті 4×100 м вільним стилем.